# Anja Baumheier
Anja Baumheier (* 1979 in Dresden) ist eine deutsche Schriftstellerin, Romanautorin und Lehrerin.

## Leben und Werk
Anja Baumheier wurde in Dresden geboren und hat ihre Kindheit in der DDR verbracht. Nach dem Abitur studierte sie Spanisch und Französisch in Potsdam und Granada. Sie arbeitet als Lehrerin und lebt mit ihrer Familie in Berlin und Brandenburg.
2018 erschien ihr Debütroman Kranichland beim Rowohlt Verlag. Er erzählt die Geschichte der Familie Groen von der Gründung der DDR bis in die Nachwendezeit hinein. Kranichland gelang der Sprung auf die Spiegel-Bestsellerliste.
2019 erschien Anja Baumheiers zweiter Roman Kastanienjahre. Er spielt in dem fiktiven Dorf Peleroich in Mecklenburg-Vorpommern und behandelt das Leben seiner Bewohner von 1949 bis ins Jahr 2010.
2021 erschien Baumheiers Roman Die Erfindung der Sprache. Er erzählt die Geschichte eines ostfriesischen Sprachwissenschaftlers mit autistischen Zügen, der sich auf die Suche nach seinem verschwundenen Vater begibt.

## Werke
- Kranichland. Wunderlich Verlag, Reinbek bei Hamburg 2018, ISBN 978-3-8052-0021-9.
- Kastanienjahre. Wunderlich Verlag, Hamburg 2019, ISBN 978-3-8052-0756-0.
- Die Erfindung der Sprache. Kindler, Hamburg 2021, ISBN 978-3-463-00023-7.
- Die Buchverliebten. Kindler, Hamburg 2023, ISBN 978-3-463-00042-8.